# Peter Altmann

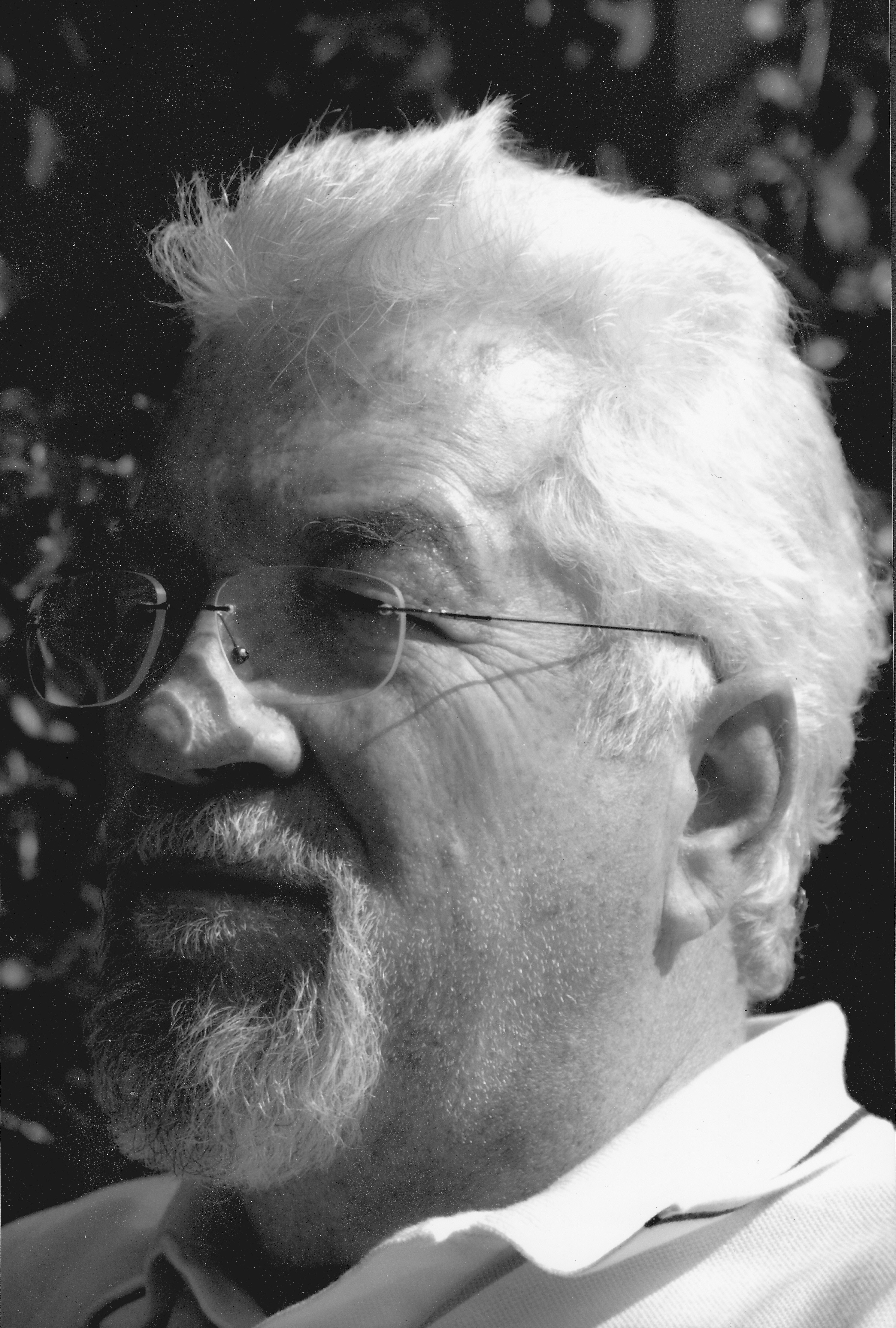
Peter Altmann, 2009

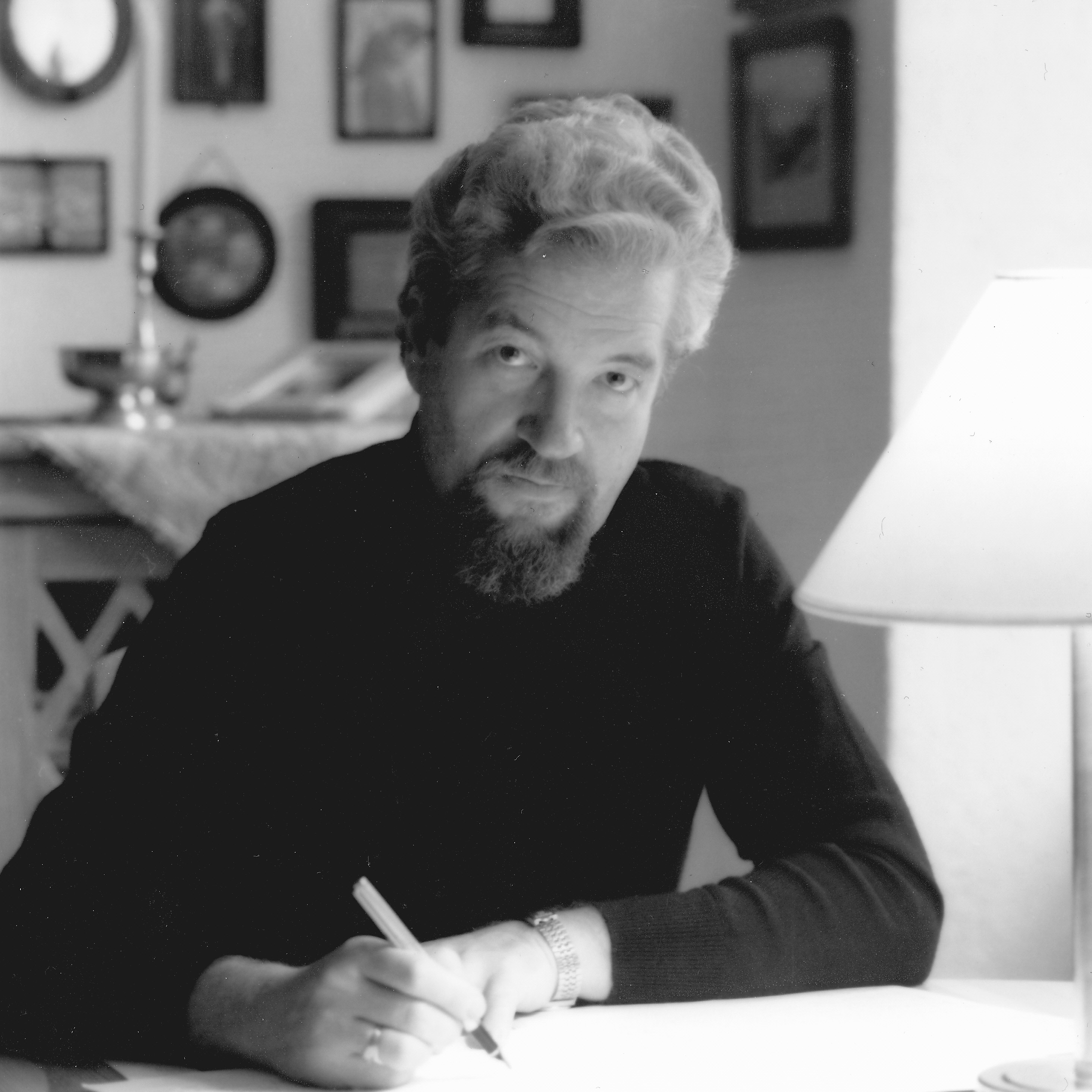
Peter Altmann, 1986

Peter Christian Altmann (* 3. April 1940 in Wien) ist ein österreichischer Komponist, Autor und Musikpädagoge.

## Leben
Peter Altmann stammt aus einer musikalischen Familie und erhielt zunächst Klavierunterricht bei seiner Mutter, nach den Kriegsjahren auch am Konservatorium der Stadt Wien. An der Lehrerbildungsanstalt in Wien 1 (Matura 1959) wurde Erwin Christian Scholz sein Förderer, der auch seine weiteren Ausbildungsjahre an der Musikhochschule Wien begleitete. Ab dem Jahr 1959 studierte er dort Komposition bei Karl Schiske, Otto Siegl und Gottfried von Einem sowie ab 1960 für das Lehramt Musikerziehung und Geschichte an der Universität Wien. Im Jahr 1966 erhielt er den Förderungspreis der Stadt Wien für Musik (Komposition).
Ab dem Jahr 1964 unterrichtete Altmann am Oberstufenrealgymnasium Hegelgasse in Wien und war parallel Lehrbeauftragter an der Musikuniversität Wien (Schulmusikpraktikum, Didaktik der Neuen Musik).
Im Jahr 1974 war er Gastdozent an Musikhochschulen in Skandinavien und im Jahr 1978 gründete er das Neue Wiener Vokalensemble und übernahm dessen künstlerische Leitung. Es folgte die Einrichtung des Weinwurm Museums in Scheideldorf (Niederösterreich).
Als Dirigent leitete er im Jahr 1990 die Australientournee des Wiener Singvereins. Von 1991 bis 1993 war er Präsident der Österreichischen Gesellschaft für Chormusik (ÖGC).

## Werke (Auswahl)
Altmann ist Verfasser zahlreicher Schulfunksendungen, Herausgeber einiger Bände der Roten Reihe bei der Universal Edition Wien, sowie Autor zahlreicher Musikbücher und Referent auf Musikkongressen der International Society for Music Education (ISME).

### Ensemblemusik
- Sonatine für Sopranblockflöte und Klavier (1961)[4]
- Fantasiestück für Violoncello und Klavier (1961)[4]
- Kontraste – Duo für Fagott und Gitarre (1961)[4]
- Sonate für zwei Klaviere solo (1961)[4]
- Erstes Streichquartett – für Violine, Viola und Violoncello (1962)[4]
- Bläsertrio – für Oboe, Klarinette und Fagott, op. 030 (1962)[4]
- Sonatine für Violine und Klavier (1964)[4]
- Klaviertrio – für Klavier, Violine und Violoncello (1964)[4]
- Spielmusik für drei Blockflöten (1966)[4]

### Orchestermusik
- Praeludium solemne (1962)[4]
- Konzert für Klavier und Orchester (1962)[4]
- Divertimento für Streichorchester (1962/1963)[4]
- Polarstern und Tigerin – Ballett, Text: Hans Jahnn (1963/1964)[4]

### Solomusik
- Drei Gesänge für Bariton und Klavier – Text: Rabindranath Tagore (1961)[4]
- Sechs Mädchenlieder – Solo für Stimme und Klavier, Text: Eduard Mörike und Rainer Maria Rilke (1963)[4]
- Klaviersonate (1963)[4]
- Variationen für Klavier über ein Thema von Béla Bartók (1964)[4]
- Mein Name ist Urlappi – Solo für zwei Sprecherinnen und Perkussion, Text: Herbert Rosendorfer (1972)[4]
- Heitere Szenen – Duo für Sopranblockflöte und Klavier (1978)[4]

### Vokalmusik
- Lied vom Meer – für gemischten Chor a cappella, Text: Rainer Maria Rilke (1962)[4]
- Zuspruch – für Männerchor, Text: Anton Wildgans (1963)[4]
- Weihnachtschoral – für vierstimmigen gemischter Chor, Text: Max Mell (1963)[4]
- Messe in F – für dreistimmigen gemischten Chor a cappella (1964)[4]
- Deutsches Ordinarium für Männerchor (1965)[4]
- Jumbuck skinning man – Variationen für gemischten Chor a cappella (1990)[4]

### Veröffentlichungen
- Sinfonia von Luciano Berio. Eine analytische Studie. Universal Edition, Wien 1977
- Rudolf Weinwurm 1835–1911. ÖBV Wien 1985
- Das Karajan-Singverein Familienalbum 1947–1987. Universal Edition, 1988
- Möglichkeiten der Betrachtung des Formverlaufes von Musikwerken. In: Musikerziehung I. Neue Wege der Schulmusikerziehung. ÖBV, Wien 1977
- Chorwesen in Österreich. In: Paul W. Fürst (Hrsg.): Zur Situation der Musiker in Österreich (Musiksymposien im Schloss Schlosshof) 1990. Institut für Wiener Klangstil Wien 1994
- Richard Murray-Schafers Minimusic – ett protokoll. In: Lennart Reimers (Hrsg.): Kreativ Musikundervisning. Edition Reimers, Stockholm 1977
- Neue Musik im Unterricht. In: Materialien und Dokumente aus der Musikpädagogik, Band 8. Gustav Bosse Verlag, Regensburg 1980
- mit Herwig Reiter, Walter Wicek: Hören und Gestalten Band 1–4, Arbeitsbücher für Musikerziehung 5.–8. Schulstufe, detto Lehrerbände 1–4 zu den Arbeitsbüchern. ÖBV Pädagogischer Verlag Wien, 1975–1980
- mit Herwig Reiter: Liederstudio, singen – tanzen – musizieren. Pädagogische Verlagsgesellschaft 1979
- mit Herwig Reiter, Eberhard Würzl: Musikstudio 1, Arbeitsbuch für Musikerziehung in der 9. und 10. Schulstufe. ÖBV Wien 1980
- mit Herwig Reiter, Eberhard Würzl: Musikstudio 2, Arbeitsbuch für Musikerziehung in der 11. und 12. Schulstufe. ÖBV Wien 1982
- mit Waldemar Bloch: Allgemeine Musikkunde. Eine Einführung in die Grundbegriffe der Musik für jedermann. 2. Auflage. ÖBV Wien, Nachdruck 2000
- Chormusik für die Schule (Drei Chorsätze), hrsg. von Franz Blasl und Heinrich Gattermeyer. Universal Edition 1975
- Die Chor-Leiter (7 Chorsätze), hrsg. von Viktor Fortin und Gerhard Wanka. Verlag Leykam 1993
- als Hrsg. mit Franz Gerstacker: Aus der Frühzeit des Männergesanges, Chorwerke von Call bis Zelter. Verlag Doblinger 1985